# І Архімед, і Галілей…
«І Архімед, і Галілей…» — вірш Тараса Шевченка 1860 року, написаний у Санкт-Петербурзі.

## Написання та автографи
Зберігся чорновий автограф вірша 1 — 6 рядків на окремому аркуші; чистовий автограф у «Більшій книжці». Подається за «Більшою книжкою». Дата в чистовому автографі в «Більшій книжці»: «24 сентября» (24 вересня). Дослідники датують вірш за чистовим автографом та його місцем у «Більшій книжці» серед творів 1860-го: 24 вересня 1860 року, та місцем написання — С.-Петербург.
Чорновий автограф початку вірша написано синім олівцем (рядки 1 — 2) та чорним чорнилом (рядки 3 — 6) на звороті окремого аркуша паперу з написом олівцем невідомою рукою: «Тарасу Григорьевичу Шевченко» і залишками сургучевої печатки. Автограф, з якого Шевченко переписав вірш до «Більшої книжки», не відомий. Текст «Більшої книжки» остаточний.

## Публікація
Вперше вірш надруковано в «Кобзарі з додатком споминок про Шевченка Костомарова і Микешина» (Прага, 1876 рік, стор. 243), де подано за «Більшою книжкою» з відміною в рядку 11: «А на оновленій землі».

## Сюжет
Вірш належить до не призначених для підцензурного друку поезій Шевченка останнього періоду його життя. Зміст перших семи рядків дає змогу тлумачити їх лише гіпотетично. Найвірогіднішим є тлумачення, за яким у вірші йдеться про Архімеда і Галілея як про «апостолів правди і науки», «святих предотеч» майбутньої «оновленої землі» — безкорисливих проповідників істини й справедливості, які не шукали життєвих благ («вина й не бачили»), тоді як ченці й царі служили череву («єлей потік у черево чернече»). Царі тому «убогі», що відмовляються від істини. У дальших рядках — стрибок асоціацій від минулого до сучасного і майбутнього: «Буде бите царями сіянеє жито». Друга половина вірша — типовий для безцензурної поезії Шевченка мотив пророкування майбутньої революції й перемоги народної правди.